# Зуев, Дмитрий Павлович
Дмитрий Павлович Зуев (1889, Боровский уезд Калужской губернии — 1967, Москва) — русский писатель-фенолог, знаток и любитель природы, страстный охотник, талантливый популяризатор.

## Биография
Родился в Боровском уезде Калужской губернии, из крестьян. В 1900 году его школьное сочинение о природе послали на Парижскую всемирную выставку. Он работал учителем, конторщиком, бухгалтером, журналистом. В дальнейшем занимался фенологией, изучал лес. Знаток и любитель природы, охотник.
Во время Великой Отечественной войны маленький самолет увозил к партизанам патроны и листовки с зуевским текстом «Какую пищу можно найти в лесу». Написанная им книга «Дары русского леса» выдержала пять изданий (1961 — 45 тыс. экз., 1966—300 тыс. экз., 1974 — 50 тыс. экз., 1977 — 50 тыс. экз., 1988—325 тыс. экз.).
В различных изданиях опубликовано большое количество статей: фенологические заметки, рассказы и очерки: «В полях задумался сентябрь», «По бульварам столицы», «Альпийские фиалки в Измайлово», «На Московском море», «Дом в Сокольниках», «Наблюдения охотников — вклад в самую молодую из наук — фенологию», «Пушкинская осень в Москве», «Грибные „консервы солнца“», «Гоголь и Аксаков с корзинами», «В Бронницком лесу» и др.
Был литературным секретарем писателя Новикова-Прибоя.
Похоронен на 23 участке Ваганьковского кладбища, Москва. Рукописи и переписка писателя хранятся в Центральном архиве документальных коллекций г. Москвы (ЦАДКМ).
В книге Василия Пескова «Птицы на проводах» есть очерк «Лесной человек», посвящённый Дмитрию Павловичу, а в подаренной ему книге «Шаги по росе» стоит дарственный автограф:
Патриарху природолюбов. Самому …Дмитрию Павловичу Зуеву от робкого ученика — автора этой книжки.
В. Песков.

## Произведения
- Книги:
  - Времена года[4];
  - Дары русского леса[1];
  - Жизнь леса: альбом / худож. Ю. В. Жигалов, сост. Д. П. Зуев. — М.: Лесная промышленность, 1977. — 64 с.: цв. илл.

- Публикации в альманахе «Охотничьи просторы» (составитель Л. С. Ларский):
  - Охотничьи птицы Подмосковья — 1, 1950, с. 226—229;
  - Из записок охотника-фенолога — 2, 1951, с. 217—223 и 4, 1954, с. 209—216;
  - Матушка-зима — 5, 1955, с. 125—130;
  - Мечта птицелова — 9, 1958, с. 343—347;
  - В неодетом лесу — 10, 1958, с. 103—105;
  - Главный врач леса — 13, 1959, с. 282—386.